# Hyundai i20 N Rally2
El Hyundai i20 N Rally2 es un vehículo de competición basado en el Hyundai i20 N con homologación Rally2 y construido por el Hyundai Motorsport para su uso en competiciones de rally.

## Historia
El 21 de octubre de 2020, Hyundai presentó en sociedad el Hyundai i20 N Rally2, un vehículo de competición basado en la tercera generación del Hyundai i20 adaptado a la nueva normativa Rally2. El i20 N Rally2 fue desarrollado por Hyundai N, la división de alta performance del fabricante surcoreano. Con respecto a su predecesor, el Hyundai i20 NG R5 solo mantiene su caja de cambios secuencial de 5 velocidades, su motor de 1.6 litros turboalimentado es completamente nuevo además de contar con mejoras en la suspensión y en los amortiguadores.
El i20 N Rally2 hizo su debut oficial en el Campeonato Mundial de Rally en el Rally de Ypres de WRC-2. El 20 de julio de 2021 se anunciaron los pilotos que estrenarón el i20 N Rally2 en Ypres, los elegidos fueron Jari Huttunen y Oliver Solberg.
En Ypres, los i20 N mostrarón una gran velocidad pero también problemas de juventud: el primer scratch en el mundial lo logró Jari Huttunen en la quinta especial Reninge - Vleteren y Oliver Solberg logró el segundo scratch en la séptima especial Kemmelberg 2. Ambos terminaron la primera jornada 1-2 gracias a su ritmo y a los problemas de sus rivales. El sábado aparecieron los problemas, el i20 N de Huttunen se detuvo en la primera especial del día pudiendo arrancar su vehículo pero perdiendo mucho tiempo y en el caso de Solberg su dirección asistida se daño teniendo que hacer 85 kilómetros ayudado por su copiloto quien tuvo que accionar la palanca de freno en las frenadas fuertes, aun así el 1-2 no corrió peligro. El último día comenzó de muy mala manera: Solberg se vio obligado a retirarse luego de que su i20 N no pudiera arrancar debido a un problema eléctrico en el parque de asistencia. Para suerte de Hyundai, Huttunen si pudo terminar el rally aunque no sin problemas ya que en la última especial también sufrió de problemas en la dirección asistida pero aun así terminó el rally en la primera posición otorgándole al i20 N su primera victoria mundialista en su primer evento en el WRC-2.

## Palmarés

### Títulos
| Campeonato                          | Piloto            | Años       |
| ----------------------------------- | ----------------- | ---------- |
| Campeonato de Europa de Rally       | Hayden Paddon     | 2023, 2024 |
| Rally FIA-CODASUR                   | Fabrizio Zaldivar | 2023, 2024 |
| Campeonato Asia-Pacífico de Rally   | Hayden Paddon     | 2024       |
| Súper Campeonato de España de Rally | Pepe López        | 2022       |
| Campeonato de Portugal de Rally     | Kris Meeke        | 2024       |

### Victorias

#### Victorias en el WRC-2
| N.º     | Año  | Rally                                   | Piloto           | Copiloto       | Equipo               |
| ------- | ---- | --------------------------------------- | ---------------- | -------------- | -------------------- |
| 1       | 2021 | 56. Renties Ypres Rally Belgium         | Jari Huttunen    | Mikko Lukka    | Hyundai Motorsport N |
| 2       | 2022 | 45th Repco Rally New Zealand            | Hayden Paddon    | John Kennard   | Hayden Paddon        |
| 3       | 2022 | 57. RallyRACC Catalunya - Costa Daurada | Teemu Suninen    | Mikko Markkula | Hyundai Motorsport N |
| 4       | 2022 | 7th FORUM8 Rally Japan                  | Grégoire Munster | Louis Louka    | Grégoire Munster     |
| Fuente: |      |                                         |                  |                |                      |

#### Victorias en el WRC-3
| N.º     | Año  | Rally                      | Piloto          | Copiloto      | Equipo          |
| ------- | ---- | -------------------------- | --------------- | ------------- | --------------- |
| 1       | 2021 | 42. FORUM8 ACI Rally Monza | Andrea Crugnola | Pietro Ometto | Andrea Crugnola |
| Fuente: |      |                            |                 |               |                 |

#### Victorias en el ERC
| N.º | Año  | Rally                                                                                 | Piloto        | Copiloto     | Equipo          |
| --- | ---- | ------------------------------------------------------------------------------------- | ------------- | ------------ | --------------- |
| 1   | 2023 | 36.º Rally Serras de Fafe, Felgueiras, Boticas, Vieira do Minho e Cabeceiras de Basto | Hayden Paddon | John Kennard | BRC Racing Team |
| 2   | 2024 | 4. JDS Machinery Rali Ceredigion                                                      | Hayden Paddon | John Kennard | BRC Racing Team |

## Resultados en el Campeonato Mundial de Rallyes

### WRC-2
| Año  | Equipo               | Piloto            | 1   | 2      | 3   | 4       | 5       | 6      | 7     | 8       | 9       | 10     | 11      | 12      | 13     | Pos. | Puntos |
| ---- | -------------------- | ----------------- | --- | ------ | --- | ------- | ------- | ------ | ----- | ------- | ------- | ------ | ------- | ------- | ------ | ---- | ------ |
| 2021 | Hyundai Motorsport N | Jari Huttunen     | MON | ART    | CRO | POR     | ITA     | SAF    | EST   | BEL 1   | GRE     | FIN 3  | ESP Ret | MNZ     |        | 4.º  | 73     |
| 2021 | Hyundai Motorsport N | Oliver Solberg    | MON | ART    | CRO | POR     | ITA     | SAF    | EST   | BEL Ret | GRE Ret | FIN    | ESP     | MNZ     |        | 4.º  | 73     |
| 2021 | Hyundai Motorsport N | Teemu Suninen     | MON | ART    | CRO | POR     | ITA     | SAF    | EST   | BEL     | GRE     | FIN    | ESP 2   | MNZ     |        | 4.º  | 73     |
| 2022 | Hyundai Motorsport N | Teemu Suninen     | MON | SWE    | CRO | POR Ret | ITA 25  | SAF    | EST 2 | FIN DSQ | BEL     | GRE 10 | NZL     | ESP 1   | JPN 2  | 2.º  | 186    |
| 2022 | Hyundai Motorsport N | Fabrizio Zaldívar | MON | SWE    | CRO | POR 14  | ITA 22  | SAF    | EST 9 | FIN 7   | BEL     | GRE 5  | NZL     | ESP 8   | JPN 14 | 2.º  | 186    |
| 2022 | Hyundai Motorsport N | Oliver Solberg    | MON | SWE    | CRO | POR 25  | ITA     | SAF    | EST   | FIN     | BEL     | GRE    | NZL     | ESP     | JPN    | 2.º  | 186    |
| 2023 | Hyundai Motorsport N | Teemu Suninen     | MON | SWE 6  | MEX | CRO     | POR 5   | ITA 2  | SAF   | EST     | FIN     | GRE    | CHL     | EUR     | JPN    | 5.º  | 122    |
| 2023 | Hyundai Motorsport N | Fabrizio Zaldívar | MON | SWE 15 | MEX | CRO     | POR Ret | ITA 16 | SAF   | EST 14  | FIN Ret | GRE    | CHL 8   | EUR 9   | JPN    | 5.º  | 122    |
| 2023 | Hyundai Motorsport N | Emil Lindholm     | MON | SWE    | MEX | CRO     | POR     | ITA    | SAF   | EST 3   | FIN 13  | GRE    | CHL Ret | EUR Ret | JPN    | 5.º  | 122    |

- * Temporada en curso.